# Ninoxe des Tanimbar
Ninox forbesi
Espèce
Statut de conservation UICN

 LC  : Préoccupation mineure
Statut CITES
La Ninoxe des Tanimbar (Ninox forbesi) est une espèce d'oiseaux de la famille des Strigidae, autrefois considérée comme une sous-espèce de la Ninoxe des Moluques (N. squamipila).

## Répartition
Cette espèce localement commune est endémique des îles Tanimbar.

## Vulnérabilité
Même si cette espèce pourrait avoir une petite aire de répartition, l'UICN suppose qu'elle est suffisamment étendue pour ne pas être décrite comme vulnérable. Bien que la tendance de la population semble à la baisse, le déclin n'est pas jugé suffisamment rapide pour approcher les seuils de vulnérabilité selon le critère de tendance de la population. De plus, même s'il n'existe pas d'estimation, la population semble être supérieure à 10 000 individus matures (seuil de vulnérabilité d'après l'UICN). Donc la Ninoxe des Tanimbar est considérée comme étant en situation non préoccupante

## Indications subspécifiques
Espèce monotypique